# فردریک هرینگ
فردریک هرینگ یا جان فردریک هرینگ پدر (انگلیسی: John Frederick Herring Sr.؛ ۱۷۹۵ – ۱۸۶۵) همچنین شناخته شده به عنوان جان فردریک هرینگ اول یک نقاش اهل بریتانیا بود. او از پیشتازان و نقاشان شناخته شده مکتب ویکتوریای انگلستان بشمار می‌رود.

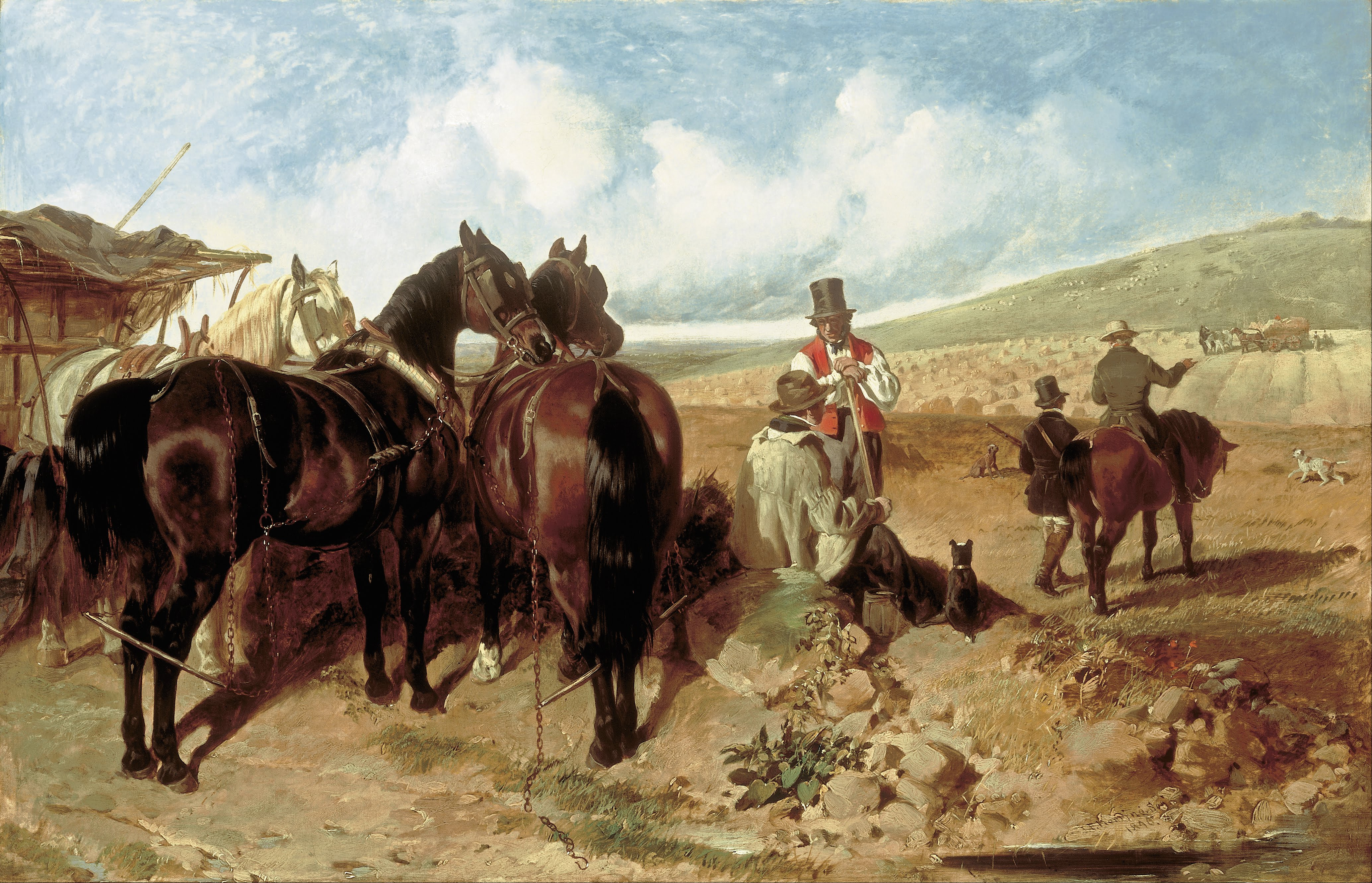
پاییز

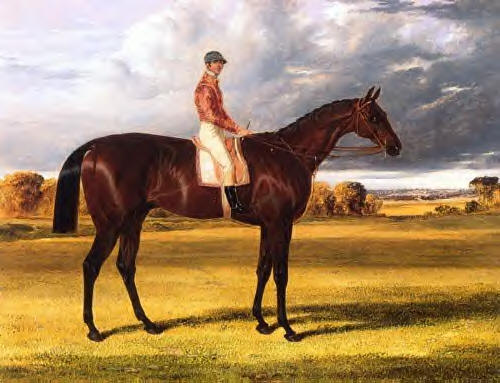
نقاشی آماتو (اسب مسابقه) برندهٔ دربی شرط‌بندی در سال ۱۸۳۸ توسط جان فردریک هرینگ پدر

فردریک هرینگ در سال ۱۸۴۸ «فرعون با ارابه اسب» را کشید. او امضای خود را در سال ۱۸۳۶ با توجه شهرت رو به رشد پسرش جان فردریک هرینگ جونیور به (SR (senior تغییر داد.
آثاری از او در موزه هنرهای زیبای تهران در معرض نمایش عمومی است.